# Hornaryds socken
Hornaryds socken i Småland ingick i Uppvidinge härad i Värend, ingår sedan 1971 i Växjö kommun och motsvarar från 2016 Hornaryds distrikt i Kronobergs län.
Socknens areal är 27,11 kvadratkilometer, varav land 21,50. År 2000 fanns här 163 invånare. De tidigare sockenkyrkan låg i Hornaryd och revs 1870 och ersattes av Drev-Hornaryds kyrka som ligger i Drevs socken. 

## Administrativ historik
Hornaryds socken har medeltida ursprung.
Vid kommunreformen 1862 övergick socknens ansvar för de kyrkliga frågorna till Hornaryds församling och för de borgerliga frågorna till Hornaryds landskommun.  Denna senare inkorporerades 1952 i Braås landskommun som sedan 1971 uppgick i Växjö kommun. Församlingen uppgick 2006 i Drev-Hornaryds församling som därefter 2010 uppgick i Sjösås församling.
1 januari 2016 inrättades distriktet Hornaryd, med samma omfattning som församlingen hade 1999/2000.  
Socknen har tillhört samma fögderier och domsagor som Uppvidinge härad. De indelta soldaterna tillhörde Kalmar regemente, Östra härads och Uppvidinge kompani och Smålands husarregemente, Växjö kompani.

## Geografi
Hornaryds socken ligger väster om Örken och består av kuperad skogstrakt.

## Fornminnen
Tre hällkistor, ett röse från bronsåldern och två järnåldersgravfält finns här.

## Namnet
Namnet (1329 Hornerydh), taget från kyrkbyn, består av förledet som troligen hänvisar till en tidigare sjö, Hornsjön, och efterledet ryd, röjning.

### Fotnoter
1. 1 2 3  Svensk Uppslagsbok andra upplagan 1947–1955: Hornaryd socken
2. 1 2  Harlén, Hans; Harlén Eivy (2003). Sverige från A till Ö: geografisk-historisk uppslagsbok. Stockholm: Kommentus. Libris 9337075. ISBN 91-7345-139-8
3. ↑  ”Församlingar”. Statistiska centralbyrån. https://www.scb.se/hitta-statistik/regional-statistik-och-kartor/regionala-indelningar/forsamlingar/. Läst 30 december 2022.
4. ↑  Administrativ historik för Hornaryd socken (Klicka på församlingsposten). Källa: Nationella arkivdatabasen, Riksarkivet.
5. 1 2  Sjögren, Otto (1931). Sverige geografisk beskrivning del 2 Östergötlands, Jönköpings, Kronobergs, Kalmar och Gotlands län. Stockholm: Wahlström & Widstrand. Libris 9939
6. 1 2 3  Nationalencyklopedin
7. ↑  Fornlämningar, Statens historiska museum: Hornaryds socken
8. ↑  Fornminnesregistret, Riksantikvarieämbetet: Hornaryds socken Fornminnen i socknen erhålls på kartan genom att skriva in sockennamn (utan "socken") i "Ange geografiskt område"